# Malick Sadelher
Malick Sadelher (* 2. Januar 1965 in Tidène; auch Malik Sadelher) ist ein nigrischer Beamter und Politiker.

## Leben
Malick Sadelher wurde im Dorf Tidène geboren, das zur Gemeinde Tchirozérine gehört. Er schloss seine Schulausbildung 1989 mit dem Baccalauréat ab und studierte danach an der Universität Algier. Er machte eine Licence in Geschichte und 1993 eine Maîtrise in Wirtschaftswissenschaften und Planung.
Sadelher arbeitete von 1994 bis 1995 als Mitglied einer Sonderkommission, die sich mit Reformvorschlägen zur Verwaltungsgliederung Nigers befasste. Er wurde 1999 Berater des Premierministers in Fragen der gesellschaftlichen Eingliederung ehemaliger Paramilitärs. In weiterer Folge wirkte er in verschiedenen Funktionen für das Büro des Premierministers, so in Angelegenheiten der Privatisierung und der multisektorellen Regulierungsbehörde. Er erwarb 2001 ein Diplom in Regional- und Raumplanung am Panafrikanischen Institut für Entwicklung in Ouagadougou. Als Berater der Premierministers war Sadelher von 2000 bis 2003 für soziale Angelegenheiten und ab 2003 für die Einführung von Programmen und Projekten zuständig. Er wirkte von 2003 bis 2006 als Vorsitzender der Zentralkommission für die Märkte des Landes. Ferner war er in die Vorbereitung der 5. Spiele der Frankophonie eingebunden, die 2005 in Niamey stattfanden. Er engagierte sich zudem in einer zivilgesellschaftlichen Organisation gegen Korruption.
Malick Sadelher wurde in der Übergangsregierung vom 1. März 2010, die unter der Herrschaft des Obersten Rats für die Wiederherstellung der Demokratie eingerichtet wurde, Minister für Landwirtschaft und Viehzucht. Dieses Amt hatte er bis zur Einsetzung einer neuen Regierung am 21. April 2011 inne.